# Brett Dalton
Brett Patrick Dalton (* 7. ledna 1983 San José, Kalifornie, USA) je americký herec. Nejvíce se proslavil rolí agenta Granta Warda v televizním seriálu stanice ABC Agenti S.H.I.E.L.D..

## Životopis
Brett odmaturoval v roce 2001 na Westmont High School v Campbellu v Kalifornii, kde se začal zajímat o herectví. Po studiích na Kalifornské univerzitě v Berkeley získal titul v umění na Yaleově univerzitě v roce 2011. Jeho spolužačka na Yalu byla držitelka Oscara Lupita Nyong'o.

## Kariéra
V listopadu 2012 byl obsazen do hlavní role agenta Granta Warda v seriálu stanice ABC, Agenti S.H.I.E.L.D. Za roli získal v roce 2014 cenu Teen Choice Award v kategorii Průlomová televizní hvězda: muž.
19. května 2014 získal roli v dramatickém filmu Lost in Florence, po boku Stany Katic a Emily Atack. V roce 2015 namluvit postavu Mika ve videohře Until Dawn. Získal nominaci na cenu National Academy of Video Game Trade Reviewers.

## Osobní život
Brett žije na západním pobřeží se svojí přítelkyní a jejich dcerou Sylviou, která se narodila v roce 2012.

## Filmografie

### Film
| Rok  | Název                           | Role                | Poznámky    |
| ---- | ------------------------------- | ------------------- | ----------- |
| 2010 | 1:00 am Games                   | Travis              | Krátký film |
| 2013 | Vražda prezidenta Lincolna      | Robert Todd Lincoln | TV film     |
| 2013 | Beside Still Waters             | James               |             |
| 2017 | The Resurrection of Gavin Stone | Gavin Stone         |             |
| 2017 | Ztraceni ve Florencii           | Eric Lazard         |             |
| 2017 | Trust No One                    | Victor              |             |

### Televize
| Rok        | Název                         | Role                | Poznámky                                           |
| ---------- | ----------------------------- | ------------------- | -------------------------------------------------- |
| 2007       | Nurses                        | Dr. Kurt Taylor     | neprodaný televizní pilotní díl                    |
| 2012       | Spravedlnost v krvi           | Phillip Gibson      | díl: „Collateral Damage“                           |
| 2012       | Army Wives                    | Henry               | díl: „Fatal Reaction“                              |
| 2013–2017  | Agenti S.H.I.E.L.D.           | Agent Grant Ward    | hlavní role, 62 dílů                               |
| 2015       | Jake a piráti ze Země Nezemě  | Talon (hlas)        | díl: „Flight of the Feathers/Captain Hookity Hook“ |
| 2015, 2018 | Robot Chicken                 | různé role (hlas)   | 2 díly                                             |
| 2017–dosud | Milo a Murphyho zákon         | Brick (hlas)        | 6 dílů                                             |
| 2018       | Cooking with Love             | Stephen Harris      | TV film                                            |
| 2018       | Sherlock Holmes: Jak prosté   | Ryan Hayes          | díl: „Nekonečná schopnost přijímat bolest “        |
| 2018       | Deception                     | Isaac Walker        | díl: „Loading Up“                                  |
| 2018       | Once Upon a Christmas Miracle | Christopher Dempsey | TV film                                            |

### Videohry
| Rok  | Název      | Role                  | Poznámky                        |
| ---- | ---------- | --------------------- | ------------------------------- |
| 2015 | Until Dawn | Michael "Mike" Munroe | neprodaný televizní pilotní díl |

## Ocenění a nominace
| Rok  | Ocenění                                              | Kategorie                                      | Práce               | Výsledek  |
| ---- | ---------------------------------------------------- | ---------------------------------------------- | ------------------- | --------- |
| 2014 | Teen Choice Award                                    | seriálový objev roku                           | Agenti S.H.I.E.L.D. | vítězství |
| 2015 | National Academy of Video Game Trade Reviewers Award | nejlepší herecký výkon ve vedlejší roli: drama | Until Dawn          | nominace  |
| 2016 | Teen Choice Award                                    | seriálový paduch                               | Agenti S.H.I.E.L.D. | nominace  |